# Formica siamicarubra
Formica siamicarubra är en myrart som beskrevs av Christ 1791. Formica siamicarubra ingår i släktet Formica och familjen myror. Inga underarter finns listade i Catalogue of Life.